# Peter Fishburn
Peter C. Fishburn, né le 2 septembre 1936 et mort le 10 juin 2021, est un mathématicien et ingénieur américain, connu comme un pionnier dans le domaine des processus décisionnels.

## Biographie
Il obtient son Bachelor en génie industriel de l'université d'État de Pennsylvanie en 1958, son Master en recherche opérationnelle en 1961 et un doctorat en recherche opérationnelle en 1962, ces deux derniers au Case Institute of Technology.
En collaboration avec Steven Brams, il conçoit le vote par approbation en 1977. En 1996, il reçoit le prix de théorie John von Neumann.
Il prend sa retraite après de nombreuses années de recherche chez AT & T Bell Laboratories dans l'État du New Jersey, aux États-Unis. Il est marié à la théologienne Janet Forsythe Fishburn.